# جام حذفی فوتبال فرانسه
 جام حذفی فوتبال فرانسه  (به فرانسوی: Coupe de France) مسابقاتی است که به صورت حذفی در فرانسه از سال ۱۹۱۷ تاکنون برگزار می‌شود.
باشگاه فوتبال پاری سن-ژرمن با ۱۶ قهرمانی پرافتخارترین تیم این مسابقات به حساب می‌آیند.

## پرافتخارترین باشگاه‌ها
| باشگاه           | قهرمانی |
| ---------------- | ------- |
| پاری سن-ژرمن     | ۱۶      |
| المپیک مارسی     | ۱۰      |
| سن‌-اتین          | ۶       |
| لیل              | ۶       |
| موناکو           | ۵       |
| راسینگ           | ۵       |
| ستاره سرخ فرانسه | ۵       |
| المپیک لیون      | ۵       |
| اوسر             | ۴       |
| بوردو            | ۴       |
| نانت             | ۴       |